# Белый Яр (Свердловская область)
Белый Яр — посёлок в Артёмовском муниципальном округе Свердловской области России. Управляется Сосновоборской сельской администрацией.

## География
Белый Яр расположен на левом берегу реки Ирбит, в 15 километрах на юго-восток от города Артёмовского.

### Часовой пояс
Белый Яр, как и вся Свердловская область, находится в часовой зоне МСК+2. Смещение применяемого времени относительно UTC составляет +5:00.

## Население
| 2002 | 2010 | 2021 |
| ---- | ---- | ---- |
| 3    | ↘0   | ↗2   |